# Садовое сельское поселение (Северная Осетия)
Садо́вое се́льское поселе́ние — муниципальное образование в Моздокском районе Республики Северная Осетия — Алания Российской Федерации.
Административный центр — посёлок Садовый.

## Географическое положение
Муниципальное образование расположено в северной части Моздокского района. В состав сельского поселения входят два населённых пункта. Площадь сельского поселения составляет — 26,20 км2.
Граничит с землями муниципальных образований: Веселовское сельское поселение на востоке, Троицкое сельское поселение и Моздокское городское поселение на юго-востоке, Луковское сельское поселение и Павлодольское сельское поселение на юге, Ново-Осетинское сельское поселение на западе, а также с землями Русского сельсовета Ставропольского края на севере.
Сельское поселение расположено на Кабардинской равнине в равнинной зоне республики. Рельеф местности преимущественно равнинный, со слабыми колебаниями высот. Средние высоты на территории муниципального образования составляют 145 метров над уровнем моря. Также на территории муниципального образования расположены многочисленные курганы.
Гидрографическая сеть представлена в основном каналом имени Ленина, расположенная у северной окраины сельского поселения и от которого идёт орошения полей муниципального образования.
Климат влажный умеренный. Среднегодовая температура воздуха составляет +10,5°С. Температура воздуха в среднем колеблется от +23,5°С в июле, до −2,8°С в январе. Среднегодовое количество осадков составляет около 530 мм. Основное количество осадков выпадает в период с мая по июль.

## История
Статус и границы сельского поселения установлены Законом Республики Северная Осетия-Алания от 5 марта 2005 года № 16-рз «Об установлении границ муниципального образования Моздокский район, наделении его статусом муниципального района, образовании в его составе муниципальных образований — городского и сельских поселений и установлении их границ»

## Население
| 2002 | 2010 | 2011 | 2012 | 2013 | 2014 | 2015 |
| ---- | ---- | ---- | ---- | ---- | ---- | ---- |
| 698  | ↘619 | →619 | ↗632 | ↗635 | ↘607 | ↗609 |
| 2016 | 2017 | 2018 | 2019 | 2020 | 2021 | 2023 |
| ↗616 | ↘615 | ↘608 | ↘598 | ↘560 | ↗799 | ↘777 |
| 2024 | 2025 |      |      |      |      |      |
| ↘766 | ↘758 |      |      |      |      |      |

Процент от населения района — 0.93 %
Плотность — 28.93 чел./км2.

### Национальный состав
По данным Всероссийской переписи населения 2010 года:
| Народ      | Численность, чел. | Доля от всего населения, % |
| ---------- | ----------------- | -------------------------- |
| русские    | 459               | 74,2 %                     |
| осетины    | 42                | 6,8 %                      |
| кабардинцы | 25                | 4,0 %                      |
| кумыки     | 25                | 4,0 %                      |
| корейцы    | 14                | 2,3 %                      |
| армяне     | 11                | 1,8 %                      |
| грузины    | 11                | 1,8 %                      |
| украинцы   | 9                 | 1,4 %                      |
| чеченцы    | 7                 | 1,1 %                      |
| другие     | 16                | 2,6 %                      |
| всего      | 619               | 100 %                      |

## Состав поселения
| № | Населённый пункт | Тип населённого пункта          | Население | Доля от населения (%) |
| - | ---------------- | ------------------------------- | --------- | --------------------- |
| 1 | Любы Кондратенко | посёлок                         | ↗126      | 12,9 %                |
| 2 | Садовый          | посёлок, административный центр | ↗673      | 87,1 %                |

## Местное самоуправление
Администрация Садового сельского поселения — посёлок Садовый, ул. Театральная, 2.
Структуру органов местного самоуправления сельского поселения составляют:
- Глава сельского поселения — Никогосян Адик Геворгович
- Администрация Садового сельского поселения — состоит из 5 человек.
- Совет местного самоуправления Садового сельского поселения — состоит из 9 депутатов.